# 폴 고다드
폴 고다드(Paul Goddard, 1962년 10월 18일 ~ )는 오스트레일리아의 배우, 텔레비전 배우이다.
레딩에서 태어났다.

## 영화
- 파스케이프 (1999년)
- 홀리 스모크 (1999년)
- 매트릭스 (1999년) - 브라운 요원 역
- 파워 레인저 (1995년)
- 꼬마 돼지 베이브 (1995년) - 사위 역
- 에버래스팅 시크릿 패밀리 (1988년)
- 바넘! (1986년)
- 코로네이션 스트리트 (1960년)